# Manuel Calduch i Almela
Manuel Calduch i Almela (Vila-real, País Valencià, 1901-1981) fou un farmacèutic i botànic valencià.
Fill del també farmacèutic Vicent Calduch Solsona, creador de la popular Suavina que encara avui dia es troba a la farmàcia dels Calduch a Castelló de la Plana. Germà menor de Vicent, boticari del carrer d'Enmig de Castelló; Josep, boticari del carrer Major de Vila-real i fundador del Vila-real CF, i Àlvar, també farmacèutic que es dedicà a la investigació a la casa Merck.

## Biografia
Llicenciat en farmàcia per la Universitat de Barcelona amb 22 anys, s'establí a la ciutat d'Almassora el 1925.
Manuel Calduch, al mateix temps que desenvolupava la seua tasca professional, cultivava l'amistat que havia fet amb el seu professor Pius Font i Quer, així com amb el botànic Oriol de Bolós i el geòleg Vicent Sos Baynat, entre d'altres. La seua afició naturalista creixia mentre recorria a peu repetidament les serres del Desert de les Palmes, de Les Santes, del Carbó i del Penyagolosa, llocs on va recollir un importantíssim herbari: més de 7.000 espècies. Malgrat la importància de la seua tasca, mai va estar prou motivat per difondre els seus estudis més enllà del seu cercle d'amics erudits. El 1956, però, l'Institut Botànic Cavanilles, organisme depenent del CSIC el va becar perquè realitzés un estudi exhaustiu sobre la vegetació de les comarques de Castelló, i des d'aleshores va començar la publicació dels seus treballs i descobriments en els medis científics de l'època.
Calduch va participar també en el projecte d'exploració de les illes Columbretes, patrocinat pel Programa Biològic Internacional de la Unió Internacional de Ciències Biologiques que li va permetre incrementar exhaustivament el seu herbari. Després d'aquesta experiència va continuar treballant als illots de Tabarca, a Benidorm i a Mazarrón, en la Mediterrània.
El 1968 va fer públic el seu descobriment de Setaria adhaeren, una varietat vegetal desconeguda fins a eixe moment i a la qual anomenà font-queri com a homenatge al seu mestre, el professor Font i Quer.
Tota la seua col·lecció herborística la va donar el 1981 a la càtedra de Botànica de la Facultat de Farmàcia de la Universitat de València.
A la seua ciutat natal, Vila-real, hi ha el Passeig Botànic Calduch, una senda a vora del riu Millars que conserva la frondosa vegetació d'ombria que Manuel Calduch va començar a recollir i classificar en forma d'herbari.